# 歌川豊宣
歌川 豊宣（うたがわ とよのぶ、安政6年〈1859年〉11月 ‐ 明治19年〈1886年〉8月10日）とは、明治時代の浮世絵師。

## 来歴
二代目歌川国久の長男で三代目歌川豊国の孫、歌川国峰は弟。本姓は勝田、俗称金太郎。歌川の画姓を称し香蝶楼、一陽斎と号す。本所亀戸町に住む。明治時代に役者絵、武者絵などを残し、明治17年（1884年）には絵画共進会に作品を出し受賞している。享年28。

## 作品

### 挿絵
- 『近世文武名誉百人首』　※谷壮太郎編、明治14年（1881年）刊行
- 『演説家百詠選』二巻　※谷壮太郎著、明治15年（1882年）刊行

### 錦絵
- 「板垣君遭難之図」　大判錦絵3枚続　早稲田大学図書館所蔵　※明治15年
- 「新撰太閤記」　大判錦絵2枚続　石川県立美術館所蔵　※明治15年
- 「新撰太閤記　知識と先見は実に普し」　大判錦絵2枚続　秀吉清正記念館（名古屋市）所蔵
- 「新撰太閤記　羽柴秀吉柴田勝家ニ按摩ヲスルノ図」　大判錦絵2枚続　愛知県図書館所蔵
- 「新撰太閤記」　大判錦絵2枚続　荒木集成館所蔵
- 「尾州桶狭間合戦」　大判錦絵3枚続　荒木集成館所蔵
- 「賤ヶ嶽大合戦之図」　大判錦絵3枚続
- 「梅ケ谷土俵入天覧之図」　大判錦絵3枚続　早稲田大学図書館所蔵
- 「近世桜田の雪」　大判錦絵3枚続

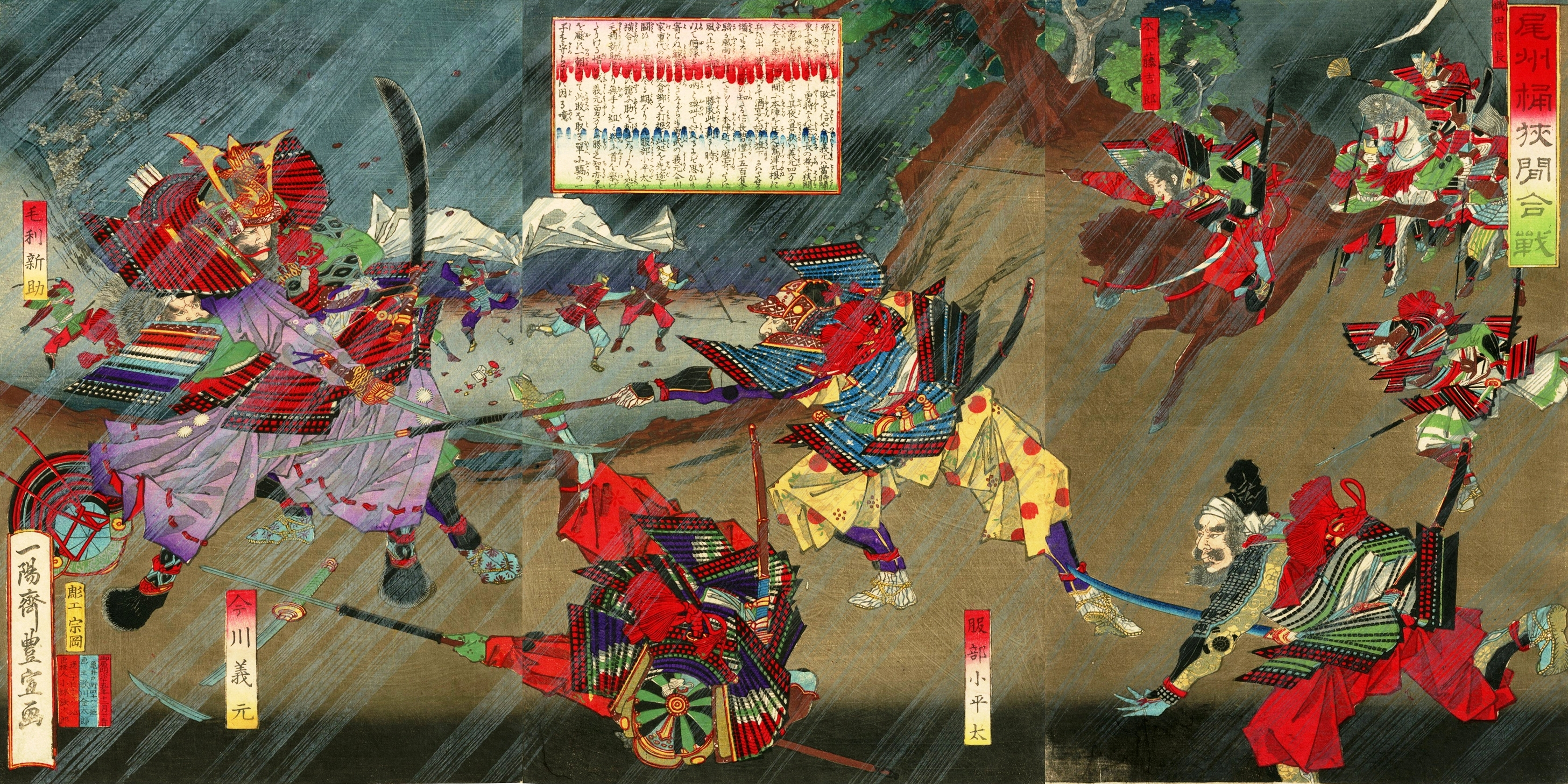
「尾州桶狭間合戦」　明治15年
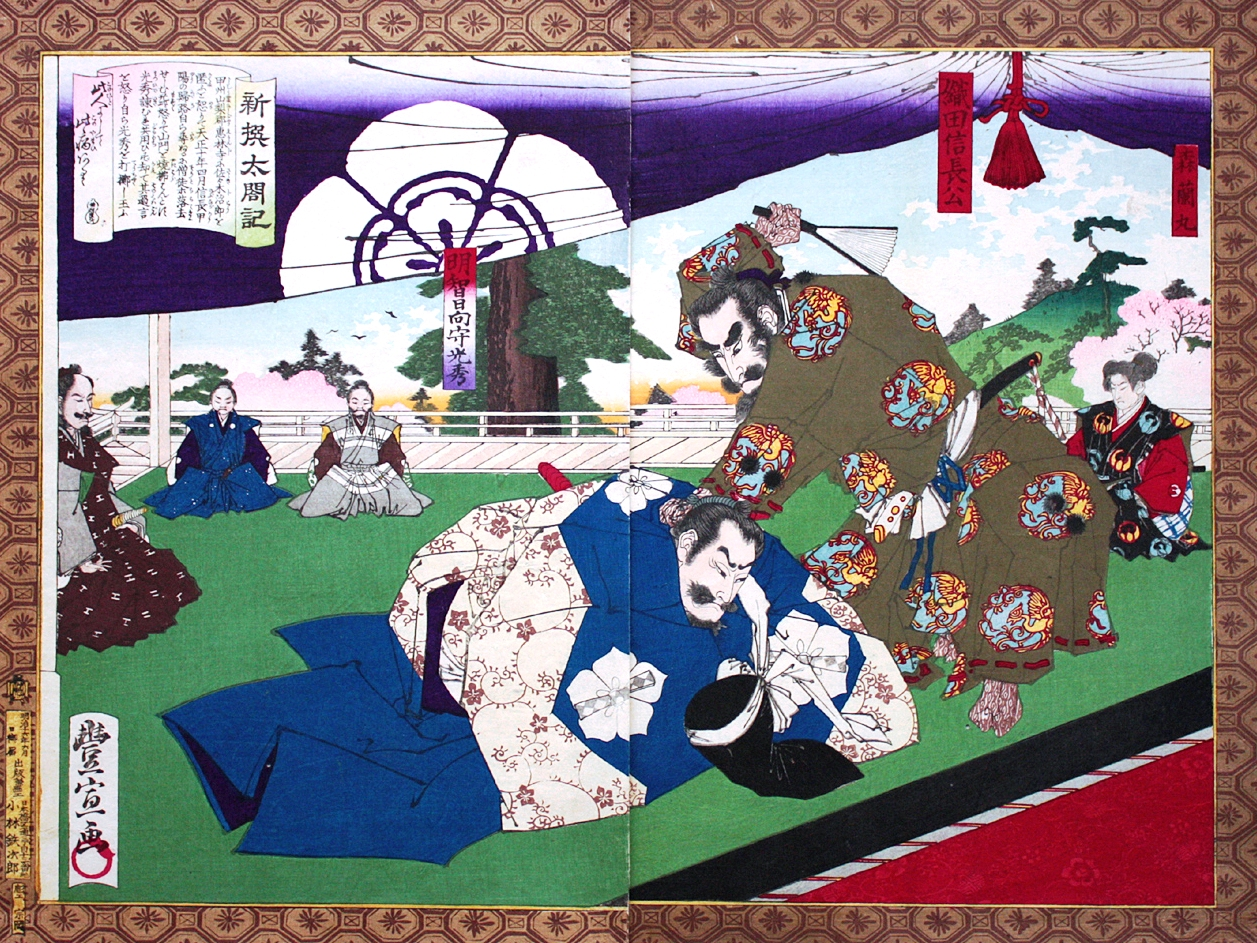
「新撰太閤記 此の人にして此病あり」　明治16年（1883年）
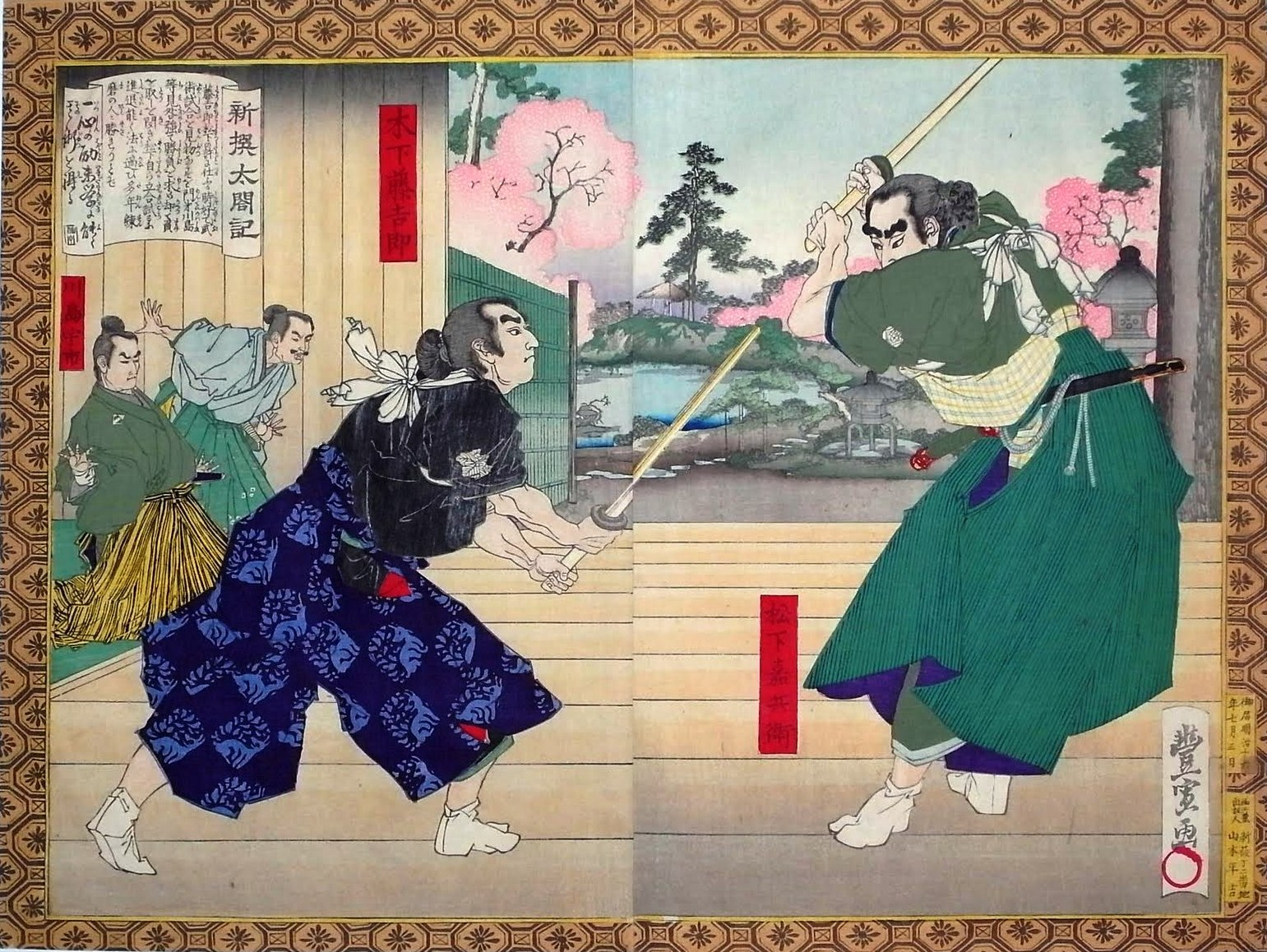
「新撰太閤記」　木下藤吉郎と手合わせをする松下加兵衛
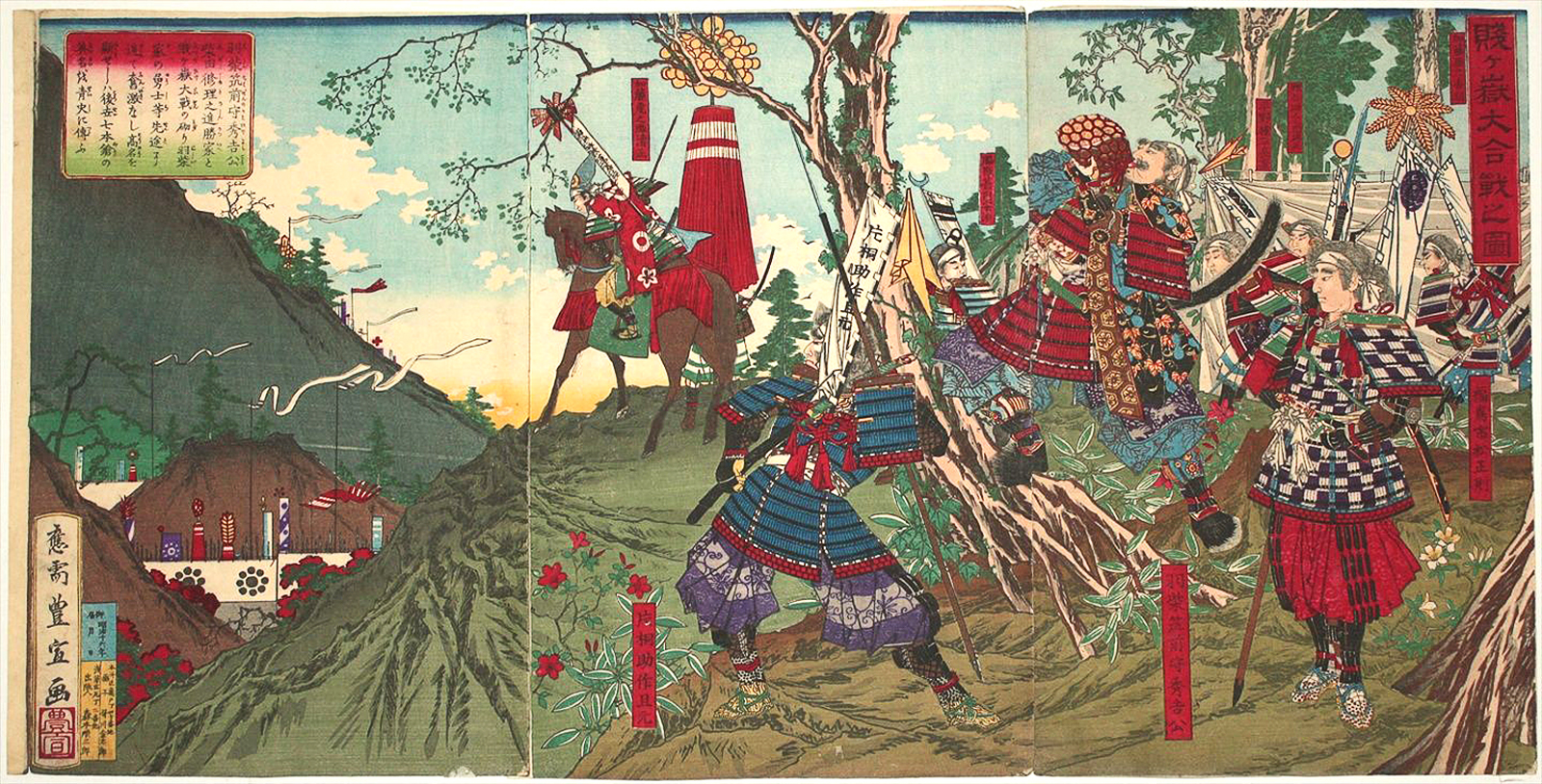
「賤ヶ嶽大合戦の図」　明治16年